# Pfarrkirche Weikertschlag

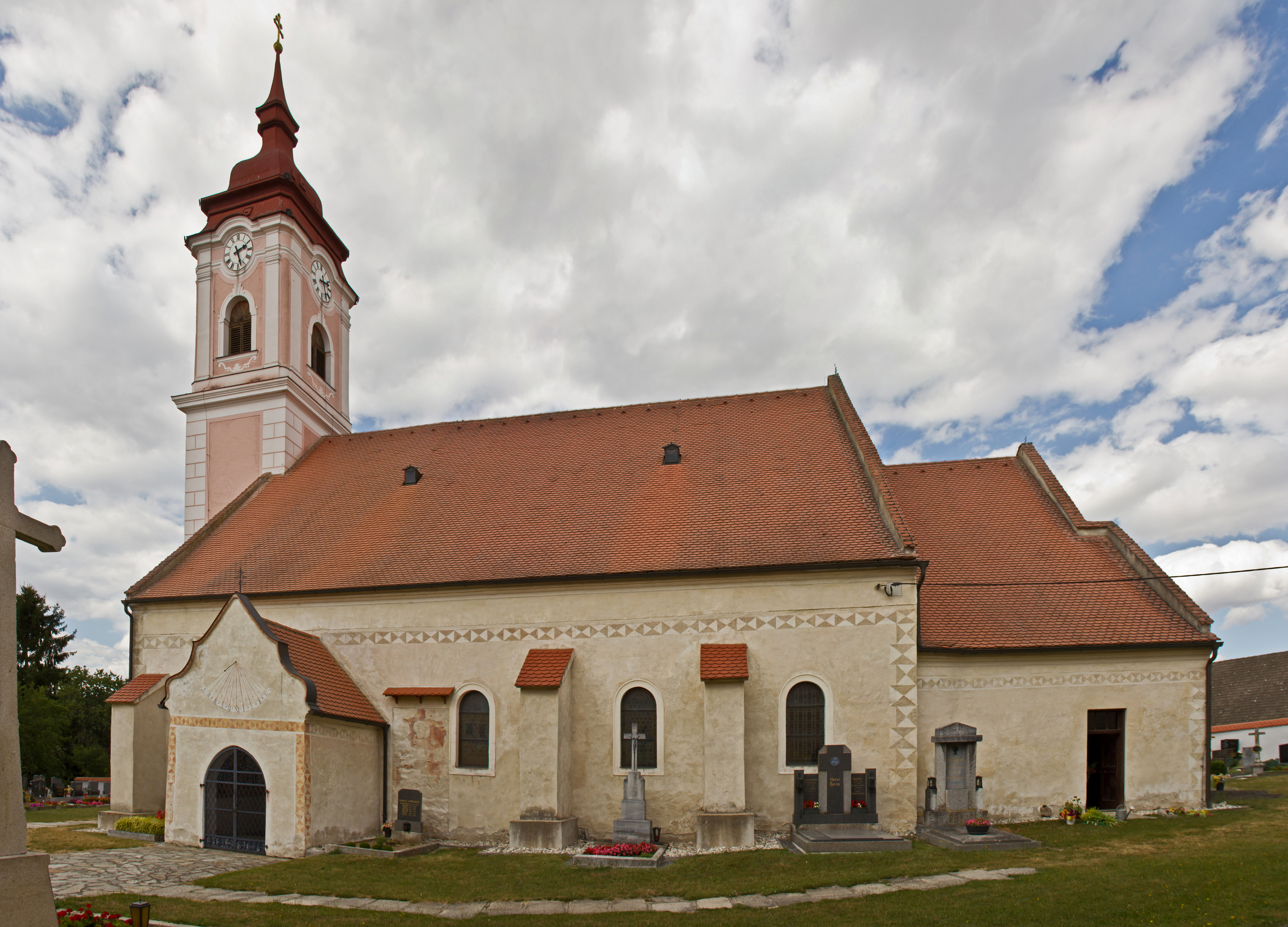
Katholische Pfarrkirche hl. Stephan in Weikertschlag an der Thaya

Die römisch-katholische Pfarrkirche Weikertschlag steht auf einer Geländestufe im Nordosten des Marktes Weikertschlag an der Thaya in der Stadtgemeinde Raabs an der Thaya in Niederösterreich. Die dem Patrozinium des hl. Stephanus unterstellte Pfarrkirche ist dem Stift Geras inkorporiert und gehört zur Diözese St. Pölten. Die Kirche steht unter Denkmalschutz (Listeneintrag).

## Geschichte
Urkundlich wurde in der Mitte des 12. Jahrhunderts eine Kirche genannt und 1232 eine Pfarre, die 1240 dem Stift Geras inkorporiert wurde. Nach Bränden 1659 und 1755 wurde die Kirche erneuert.
Vom ehemaligen Beinhaus ist südöstlich der Kirche ein hügelig aufragendes rundes Gruftgeschoß aus Bruchsteinmauerwerk mit einer kleinen Rechtecköffnung erhalten.

## Architektur
Die Pfarrkirche steht erhöht gegenüber der ehemaligen Burg Weikertschlag jenseits des Thayatales. Sie ist umgeben von einem Friedhof.
Im Kern geht der Bau auf eine romanische Basilika zurück, die nach diversen Bränden barockisiert wurde. Der Westturm aus der Zeit des Barock ist mit einer welschen Haube bekrönt.
Das Kirchenäußere zeigt einen Gesamtbau unter geziegelten Satteldächern mit Fassaden mit gefaschten Rundbogenfenstern und barocken Gesimsen. Das schlichte breit gelagerte Langhaus hat südlich nach der barocken Einwölbung angestellte Strebepfeiler, die romanischen Hochschifffenster sind vermauert. Das romanisches Rundbogenportal an der Südseite hat ein barockes Wulstprofil. Es führt in die vorgestellte Vorhalle, die mit einem geschwungenen Giebel und einem Kreuzgratgewölbe versehen ist. Der Westfront sind zwei Ovalfenster vom Turm überschnitten. Der barocke Westturm entstand im dritten Viertel des 18. Jahrhunderts, er zeigt über dem gebänderten Erdgeschoß Ortsteinrahmungen, im Schallgeschoß Pilastergliederung und Rundbogenöffnungen. Im Osten der Kirche sind die Seitenschiffapsiden rechteckig ummantelt, im Süden durch einen gotischen Sakristeianbau verdeckt, im Norden mit seichtem einfachen Abschluss. Den mittig östlichen Abschluss bildet das Chorjoch mit einer Halbkreisapsis in Höhe und Einziehung gestaffelt.
Die dreischiffige, fünfjochige Pseudobasilika ist mit Rundbogenarkaden auf quadratischen Pfeilern gegliedert. Das Mittelschiff ist mit einer Stichkappentonne überwölbt, durch welche die ursprüngliche flache Decke  wohl nach dem Umbau nach 1755 ersetzt wurde. Die Kreuzgratgewölbe der Seitenschiffe entstanden wohl zur gleichen Zeit. In den Glasfenstern sind der Ölberg (1933) und eine Verkündigung (1934) dargestellt.

## Ausstattung
Die barocke Einrichtung mit marmoriertem Holz entstand um die Mitte des 18. Jahrhunderts.
Die Orgel baute Ignaz Jakob Florian Casparides 1769. Eine Glocke nennt Johann Georg Scheichel 1755.